# مسجد شاطر علی
مسجد شاطر علی مربوط به اوایل دوره قاجار است و در شهرستان کاشان، بخش مرکزی، شهر کاشان، فین کوچک، جنب باغ فیروزی واقع شده و این اثر در تاریخ ۱۵ دی ۱۳۸۷ با شمارهٔ ثبت ۲۴۰۲۲ به‌عنوان یکی از آثار ملی ایران به ثبت رسیده است.